# Colonne
Colonne ist eine französische Gemeinde im Département Jura in der Region Bourgogne-Franche-Comté. Sie gehört zum Arrondissement Dole und zum Kanton Bletterans. 
Die Nachbargemeinden sind Villers-les-Bois und Oussières im Norden, Neuvilley im Osten, Bersaillin im Südosten, La Charme im Süden, Chemenot im Südwesten sowie Le Chateley und Biefmorin im Westen.
Das Gemeindegebiet wird im Osten vom Fluss Orain durchquert, im Süden verläuft das Flüsschen Bief d’Ainson.

## Bevölkerungsentwicklung
| Jahr                       | 1962 | 1968 | 1975 | 1982 | 1990 | 1999 | 2008 | 2017 |
| -------------------------- | ---- | ---- | ---- | ---- | ---- | ---- | ---- | ---- |
| Einwohner                  | 281  | 263  | 248  | 234  | 235  | 233  | 259  | 264  |
| Quellen: Cassini und INSEE |      |      |      |      |      |      |      |      |

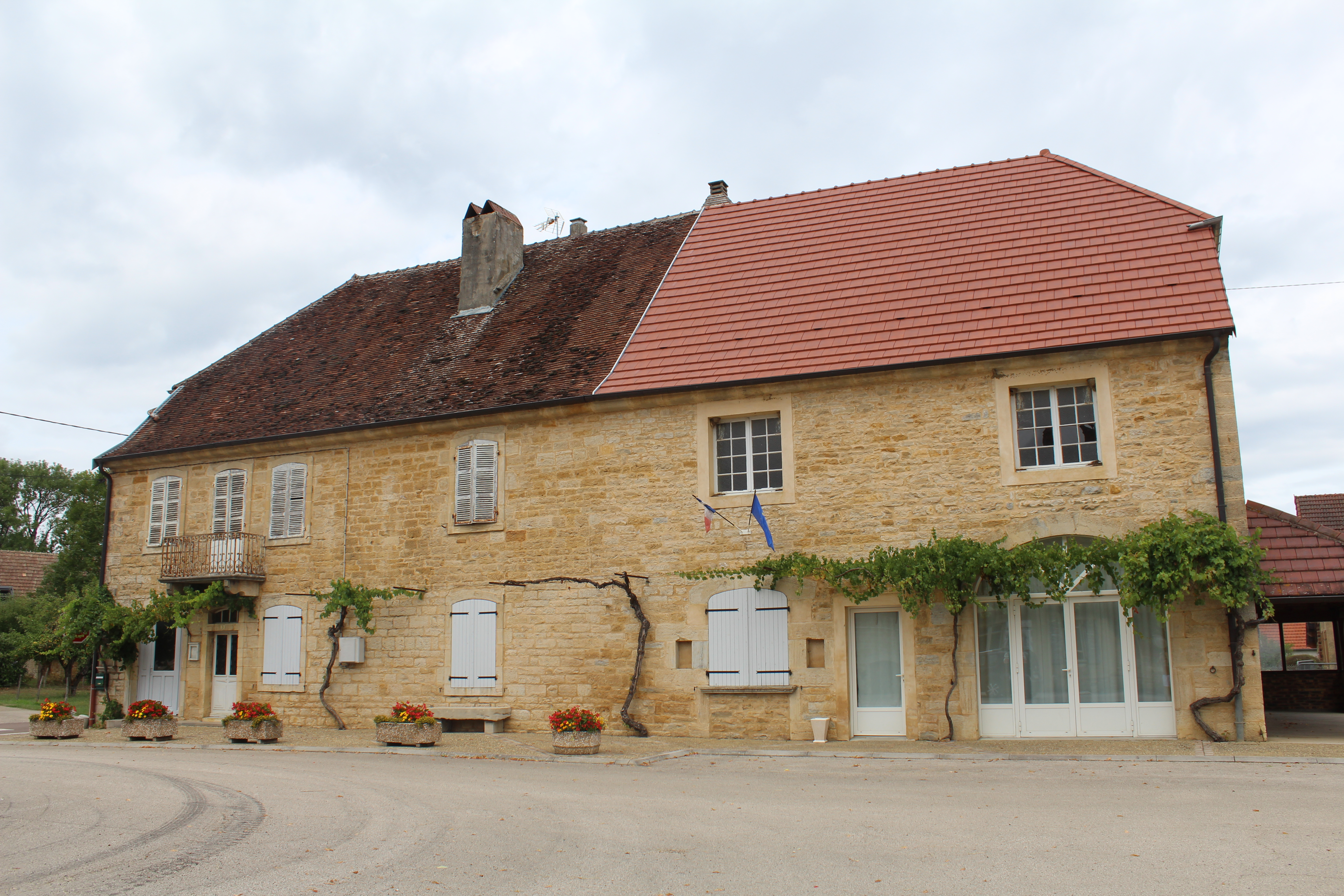
Mairie Colonne
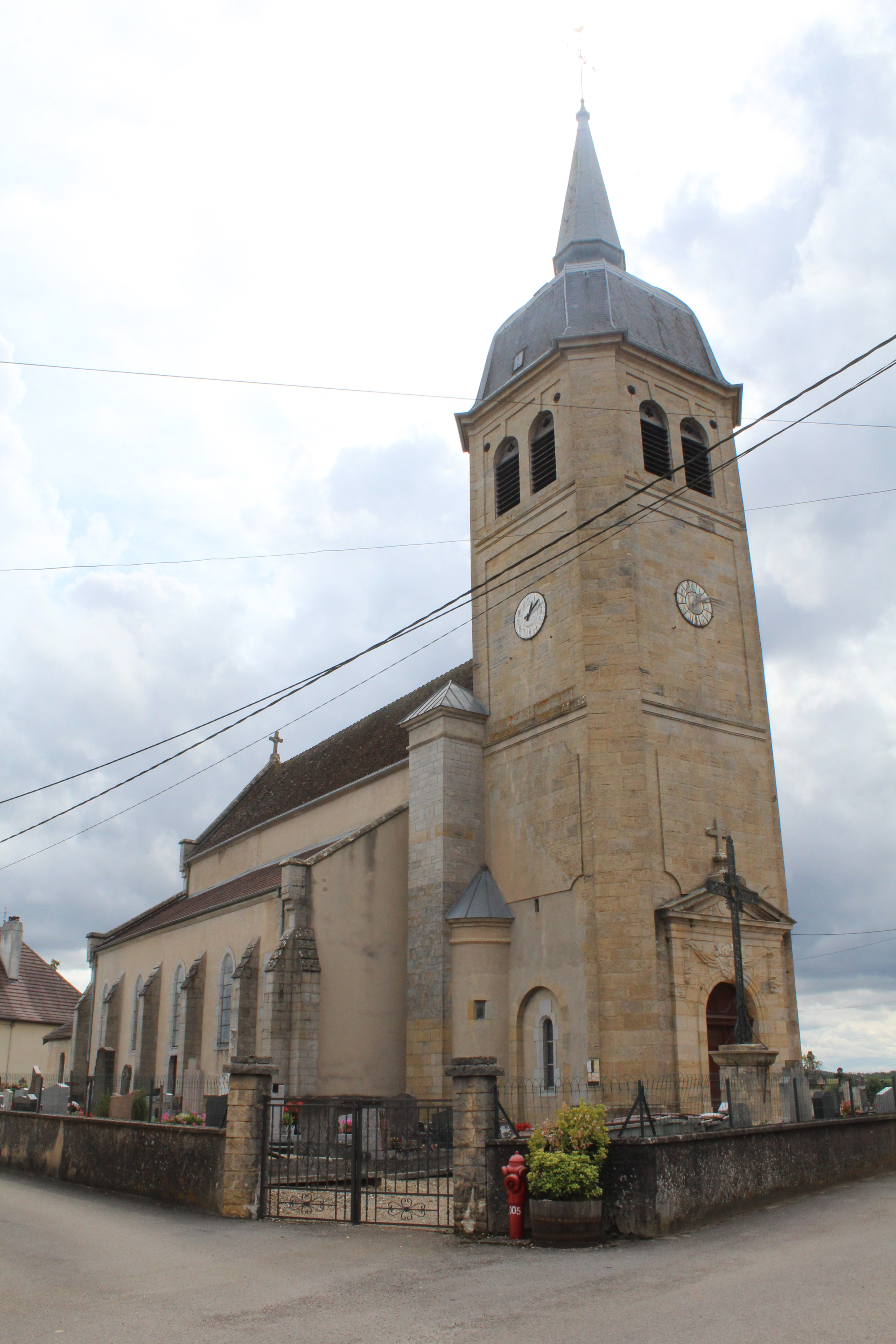
Kirche Saint-Jean-le-Grand
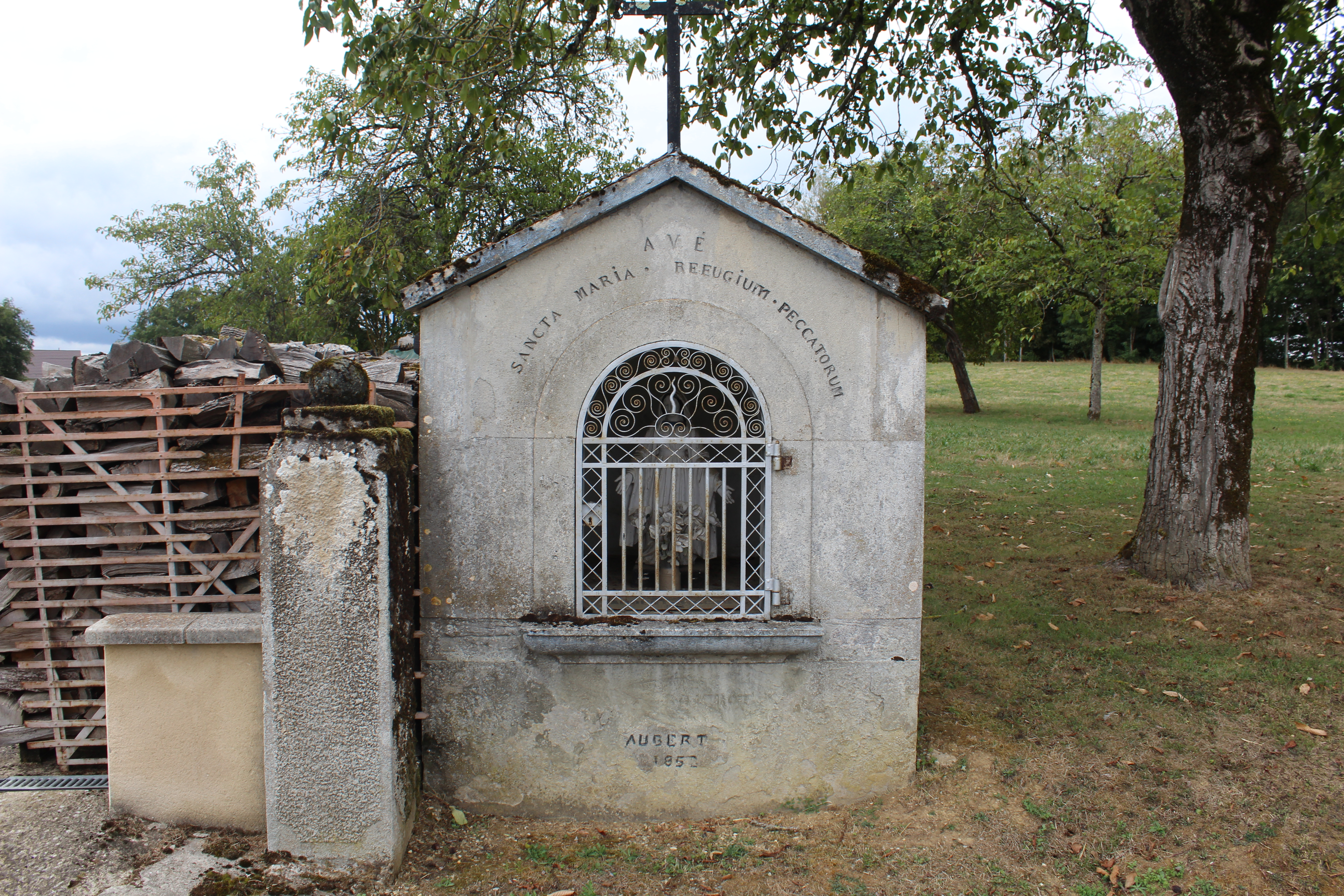
Oratorium der Jungfrau Maria